# Скакун, Виталий Михайлович
Виталий Михайлович Скакун (укр. Віталій Михайлович Скакун; род. 22 февраля 1950) — украинский дирижёр и композитор. Народный артист Украины (2009).

## Биография
Родился и вырос, по собственным словам, «в неперспективных хуторах на Сумщине, на месте которых сейчас чисто поле». Окончил культурно-просветительское училище в Гадяче, после чего поступил в Киевскую консерваторию. Закончил её в 1973 году по классу хорового дирижирования Дмитрия Завадинского, работал по специальности, затем вновь поступил в Киевскую консерваторию на отделение симфонического дирижирования и окончил его в 1980 году по классу Вадима Гнедаша. Работал в Киеве в оркестрах народных инструментов.
С 1991 года дирижёр, с 2000 года главный дирижёр Полтавского областного музыкально-драматического театра имени Н. В. Гоголя. Автор музыки к ряду спектаклей, за музыку к постановкам «Энеиды» Ивана Котляревского и «Ночи перед Рождеством» Николая Гоголя удостоен областной Премии имени Панаса Мирного (2003).
В 2000 году основал и возглавил Полтавский симфонический оркестр и руководил им до 2024 года.
В 2020 году баллотировался в городской совет Полтавской городской общины от Социал-демократической партии, не был избран.